# 紫式部公園
紫式部公園（むらさきしきぶこうえん）は、福井県越前市東千福町に所在する公園。

## 概要
源氏物語の作者・紫式部を偲んで造られた、寝殿造庭園の公園である。名称は、紫式部が父藤原為時にしたがってこの地に滞在していたことにちなむ。
文化勲章受章者の圓鍔勝三が制作した金色に輝く紫式部像や、総檜造りの釣殿を自由に見ることが出来る。
道路を挟み西側に紫ゆかりの館が位置している。

## 紫ゆかりの館
これまで無料休憩所として利用されていた「藤波亭」を、国府が置かれた越前市の歴史と紫式部との関わりを発信し、観光振興を図る施設として令和3年（2021年）4月23日にオープンした。
源氏物語を執筆するまでの紫式部の心模様を、几帳風グラフィックや絵巻物風映像でたどることができる。また、式部が生きた国府時代より脈々と生き続けている越前・丹南地域の伝統的工芸品について、展示や物販を通して紹介している。

## 観光

### 所在地
- 〒915-0847 福井県越前市東千福町20

### 交通アクセス
- ハピラインふくい線武生駅→福鉄バス『紫式部公園口』下車 徒歩すぐ

## ギャラリー

紫式部像
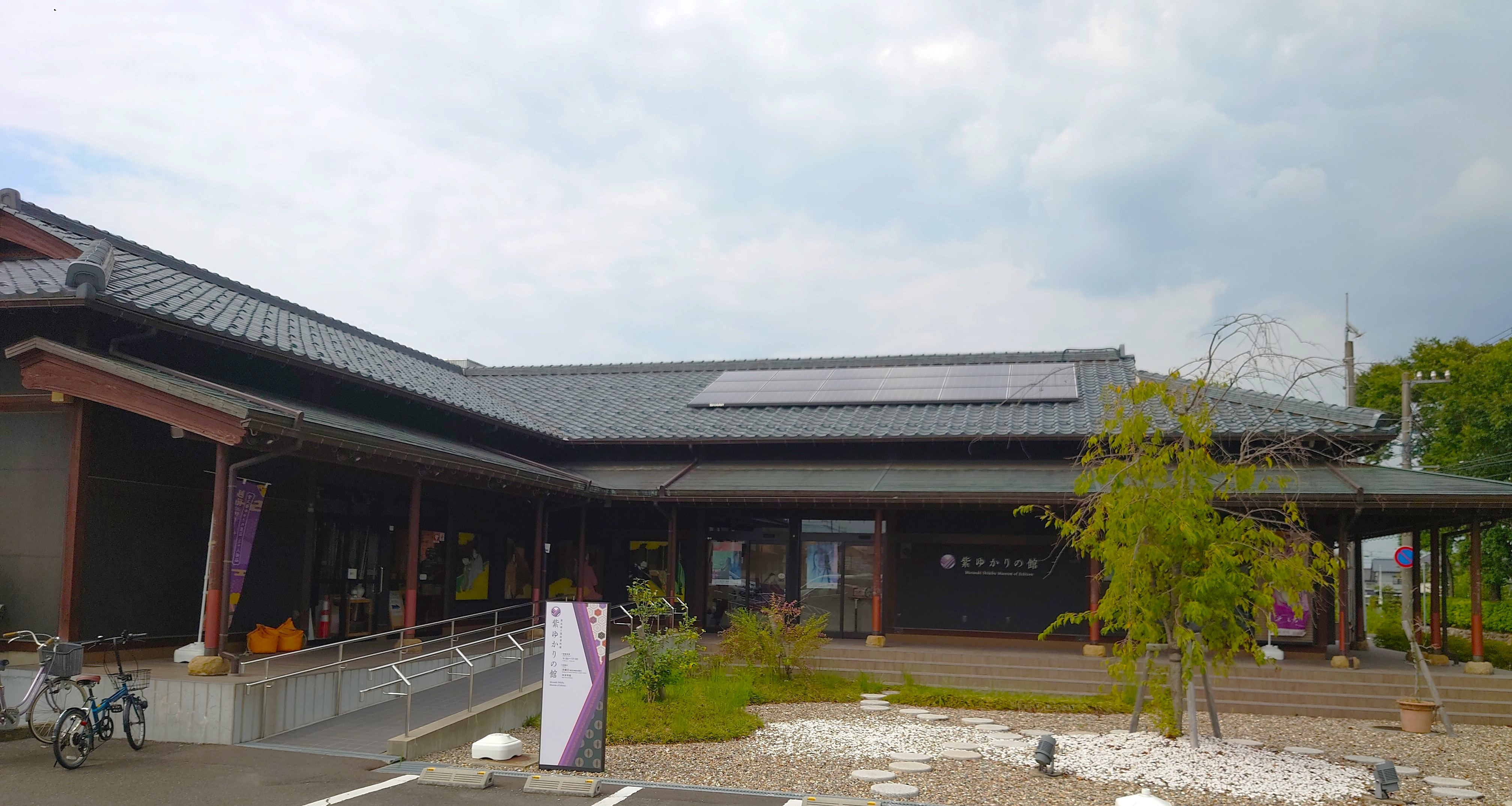
紫ゆかりの館